# 安邊府
安边府，渤海国设置的府。
治所在今俄罗斯滨海边疆区奥尔加。在挹娄故地。下辖安州、琼州。辖境约当今滨海边疆区南部等地区。天显元年（926年）三月，契丹人攻克安边府。辽朝沿置，改为安定府，后废。